# Novísima poesía latinoamericana
La Novísima poesía latinoamericana es un movimiento literario que recoge «autores de todos los países hispanohablantes del continente más Brasil, nacidos entre 1976 y 1986 [y] entre 1980 y 1990», la cual no debe confundirse con La novísima poesía latinoamericana de Jorge Boccanera.

## Publicaciones
Agrupa dos antologías, cada una de 40 poetas, publicadas gracias al poeta, ensayista, editor y gestor cultural chileno Héctor Hernández Montecinos, a saber:
- 4M3R1C4: Novísima poesía latinoamericana, publicada en 2010.[2]
- 4M3R1C4 2.0: Novísima poesía latinoamericana [1980-1990], publicada en 2017.[3]